# هساشعر
هساشعر (به گیلکی: هساشعر و به مازندرانی: اساشعر) سبکی مدرن از شعر گیلکی و بعداً مازندرانی است که توسط شاعران گیلک از جمله محمد بشرا، رحیم چراغی و محمد فارسی از اوایل دههٔ هفتاد پایه‌ریزی شد. هساشعر موجز و کوتاه است و علی‌رغم مدرن بودن از لحاظ زبان و شیوهٔ بیان، فضای آن عموماً طبیعت محض و به دور از فضای شهری است. هساشعر را اغلب نزدیک به هایکوی ژاپنی و تأثیرگرفته از آن دانسته‌اند.

## وجه تسمیه
هسا در گیلکی (در مازندرانی: اسا) به معنای «اکنون، حالا» است و هساشعر را می‌توان «شعر زمان حال» یا به عبارتی «شعر نو» ترجمه کرد.

## تاریخچه
جریان‌های روشنفکرانه و نوگرایی‌های شعری در گیلان به تولد هساشعر انجامید. در شهریور ۱۳۷۴ بیانیهٔ هساشعر که توسط رحیم چراغی نوشته شده بود در نشریهٔ محلّی گیله‌وا منتشر شد. پس از آن اشعار زیادی در این سبک سروده شد و در نشریات محلّی گیلان و سپس مازندران به چاپ رسید. هم‌اکنون چند کتاب نیز از اشعار هساشعر در ایران منتشر شده است.

## چند نمونه از هساشعر
- مِئوه اَره

ای وار ده ـ
دار.
او روزِ ره
کی چئن ـ
می دسفارس ـ
نیه.
Mevə are/ i var de/ dar. / U ruzə re/ ki chen/ mi dəs-farəs/ niyə.
ترجمه: دیگربار/ درخت میوه می‌آورد/ روزی که/ چیدن/ در دسترس من/ نیست.
(محمد بشرا)
- ورفِ لاچهلاچه

لِختِ دارِ سر،
برسِی میوَه کلاجه.
Varfə lachə lachə/ lextə darə sar,/ barsey mivə kəlaje.
ترجمه: برف گلوله گلوله می‌بارد/ بر درخت لُخت/ کلاغان میوه‌های رسیدهاند.
(جلیل قیصری- به زبان مازندرانی)
- تو روخؤنه او طرف،

مو ای طرف.
اگه ایتا پورد نها بی!
Tu ruxownə u taraf,/ mo i taraf. / Agə ita purd naha bi!
ترجمه: تو در آنسوی رود، / من در اینسو. / اگر پلی می‌بود!
(هوشنگ عباسی)
اسپ

بوگَنَس بَبوی

لاتَ بیجَ بادَ مِئن

مادیاُن

تورتوری دَرَه! (داوود خانی لنگرودی)

برگردان: اسب/ خوشبومشام شده است/ توی باد سرد علفزار کنار رود/ مادیان/ شیدایی می‌کند!

## شاعران هساشعر
- محمد بشرا
- رحیم چراغی
- کامبیز صدیقی
- داوود خانی لنگرودی
- فریدون سلیمی
- جلیل قیصری (به زبان مازندرانی)
- ضیاءالدین خالقی